# Douglas Costa
Douglas Costa de Souza (Sapucaia do Sul, 14 september 1990) is een Braziliaans voetballer die doorgaans als rechtsbuiten speelt. Hij verruilde Juventus in februari 2022 op huurbasis voor LA Galaxy. Douglas Costa debuteerde in 2014 in het Braziliaans voetbalelftal.

## Clubcarrière

### Grêmio
Douglas Costa sloot zich op twaalfjarige leeftijd aan bij Grêmio. Op 4 oktober 2008 debuteerde hij in de Braziliaanse Série A tegen Botafogo. Hij maakte meteen zijn eerste treffer. In achtentwintig wedstrijden maakte hij twee doelpunten voor Grêmio.

### Sjachtar Donetsk
Op 10 januari 2010 tekende Douglas Costa een vijfjarig contract bij het Oekraïense Sjachtar Donetsk. Zij betaalden €8.000.000,- voor de Braziliaan. Hij maakte zijn debuut voor Sjachtar in de UEFA Europa League tegen Fulham. Op 28 februari 2010 debuteerde hij in de Oekraïense competitie tegen Vorskla Poltava. Op 14 maart 2010 maakte hij zijn eerste doelpunt voor Sjachtar in de competitie tegen Metalist Charkov. Hij werd in zowel 2010, 2011, 2012, 2013 als 2014 kampioen met de club.

### Bayern München
Douglas Costa tekende in juli 2015 een contract tot medio 2020 bij Bayern München, dat €29.650.000,- voor hem betaalde aan Sjachtar Donetsk. Hij maakte op zaterdag 1 augustus zijn officiële debuut voor de Duitse club, in een na strafschoppen verloren wedstrijd om de DFL-Supercup 2015 tegen VfL Wolfsburg. Zijn eerste doelpunt voor Bayern München volgde op 14 augustus 2015. De club won die dag in de eerste speelronde van het seizoen 2015/16 thuis met 5–0 van Hamburger SV, waarin hij het laatste doelpunt maakte. Douglas Costa speelde in twee seizoenen vijftig competitiewedstrijden voor Bayern München en werd in die tijd twee keer landskampioen met de club. Een onbetwiste basisspeler werd hij alleen niet.

### Juventus
Bayern München verhuurde hem in juli 2017 voor een jaar aan Juventus, de kampioen van Italië in de voorgaande zes seizoenen. Dat betaalde €6.000.000,- voor hem en bedong een optie tot koop ter hoogte van €40.000.000,-. Nadat de club die lichtte, tekende hij in juni 2018 een contract tot medio 2022 bij Juventus.

### Verhuur aan Bayern München
In oktober 2020 werd bekendgemaakt dat Douglas Costa voor een seizoen zou worden verhuurd aan Bayern München, de club waar hij eerder al onder contract stond. Op 28 november 2020 scoorde Douglas zijn eerste doelpunt voor Bayern München in de uitwedstrijd tegen VfB Stuttgart.

### Verhuur aan Grêmio
Op 21 mei 2021 werd bekendgemaakt dat Douglas Costa voor een jaar zou worden verhuurd aan Grêmio..

### Verhuur aan LA Galaxy
In februari 2022 werd bekendgemaakt dat Costa na zijn huurperiode bij Grêmio opnieuw zou worden uitgeleend en dit keer voor het resterende deel van seizoen 2021/22 aan LA Galaxy. Na zijn uitleenperiode, die tot medio 2022 duurt, zal tevens zijn contract bij Juventus ten einde zijn en zal Costa voor twee seizoenen tekenen bij LA Galaxy.

## Clubstatistieken
| Seizoen     | Club             | Competitie    | Competitie | Competitie | Competitie | Beker | Beker | Beker | Internationaal | Internationaal | Internationaal | Totaal | Totaal | Totaal |
| Seizoen     | Club             | Competitie    | Wed.       | Dlp.       | Ass.       | Wed.  | Dlp.  | Ass.  | Wed.           | Dlp.           | Ass.           | Wed.   | Dlp.   | Ass.   |
| ----------- | ---------------- | ------------- | ---------- | ---------- | ---------- | ----- | ----- | ----- | -------------- | -------------- | -------------- | ------ | ------ | ------ |
| 2008        | Grêmio           | Série A       | 6          | 1          | 2          | 0     | 0     | 0     | —              | —              | —              | 6      | 1      | 2      |
| 2009        | Grêmio           | Série A       | 22         | 1          | 4          | 0     | 0     | 0     | 2              | 0              | 0              | 24     | 1      | 4      |
| Club Totaal | Club Totaal      | Club Totaal   | 28         | 2          | 6          | 0     | 0     | 0     | 2              | 0              | 0              | 30     | 2      | 6      |
| 2009/10     | Sjachtar Donetsk | Vysjtsja Liha | 13         | 5          | 1          | 0     | 0     | 0     | 2              | 0              | 1              | 15     | 5      | 2      |
| 2010/11     | Sjachtar Donetsk | Vysjtsja Liha | 27         | 5          | 7          | 5     | 0     | 1     | 10             | 2              | 3              | 42     | 7      | 11     |
| 2011/12     | Sjachtar Donetsk | Vysjtsja Liha | 27         | 6          | 3          | 6     | 1     | 0     | 5              | 0              | 0              | 38     | 7      | 3      |
| 2012/13     | Sjachtar Donetsk | Vysjtsja Liha | 27         | 5          | 2          | 4     | 1     | 0     | 5              | 1              | 1              | 36     | 7      | 3      |
| 2013/14     | Sjachtar Donetsk | Vysjtsja Liha | 27         | 4          | 11         | 4     | 1     | 1     | 8              | 2              | 2              | 39     | 7      | 14     |
| 2014/15     | Sjachtar Donetsk | Vysjtsja Liha | 20         | 4          | 6          | 5     | 0     | 0     | 8              | 1              | 1              | 33     | 5      | 7      |
| Club Totaal | Club Totaal      | Club Totaal   | 141        | 29         | 30         | 24    | 3     | 2     | 38             | 6              | 8              | 203    | 38     | 40     |
| 2015/16     | Bayern München   | Bundesliga    | 27         | 4          | 14         | 5     | 1     | 0     | 11             | 2              | 4              | 43     | 7      | 18     |
| 2016/17     | Bayern München   | Bundesliga    | 23         | 4          | 6          | 2     | 1     | 0     | 9              | 2              | 3              | 34     | 7      | 9      |
| Club Totaal | Club Totaal      | Club Totaal   | 50         | 8          | 20         | 7     | 2     | 0     | 20             | 4              | 7              | 77     | 14     | 27     |
| 2017/18     | → Juventus       | Serie A       | 31         | 4          | 12         | 6     | 2     | 0     | 10             | 0              | 1              | 47     | 6      | 13     |
| 2018/19     | Juventus         | Serie A       | 17         | 1          | 1          | 3     | 0     | 0     | 5              | 0              | 0              | 25     | 1      | 1      |
| 2019/20     | Juventus         | Serie A       | 23         | 1          | 5          | 5     | 1     | 2     | 1              | 1              | 0              | 29     | 3      | 7      |
| 2020/21     | Juventus         | Serie A       | 2          | 0          | 0          | 0     | 0     | 0     | —              | —              | —              | 2      | 0      | 0      |
| Club Totaal | Club Totaal      | Club Totaal   | 73         | 6          | 18         | 14    | 3     | 2     | 16             | 1              | 1              | 103    | 10     | 21     |
| 2020/21     | → Bayern München | Bundesliga    | 11         | 1          | 1          | 2     | 0     | 0     | 7              | 0              | 2              | 20     | 1      | 3      |
| Club Totaal | Club Totaal      | Club Totaal   | 61         | 9          | 21         | 9     | 2     | 0     | 27             | 4              | 9              | 97     | 15     | 30     |
| 2021        | → Grêmio         | Série A       | 26         | 3          | 2          | 1     | 0     | 0     | 1              | 0              | 0              | 28     | 3      | 2      |
| Club Totaal | Club Totaal      | Club Totaal   | 54         | 5          | 8          | 1     | 0     | 0     | 3              | 0              | 0              | 58     | 5      | 8      |
| 2022        | → LA Galaxy      | MLS           | 29         | 4          | 1          | 0     | 0     | 0     | 0              | 0              | 0              | 29     | 4      | 1      |
| 2023        | LA Galaxy        | MLS           | 0          | 0          | 0          | 0     | 0     | 0     | 0              | 0              | 0              | 0      | 0      | 0      |
| Club Totaal | Club Totaal      | Club Totaal   | 29         | 4          | 1          | 0     | 0     | 0     | 0              | 0              | 0              | 29     | 4      | 1      |
| TOTAAL      | TOTAAL           | TOTAAL        | 358        | 53         | 78         | 48    | 8     | 4     | 84             | 11             | 18             | 490    | 72     | 100    |

Bijgewerkt tot en met 7 november 2019
- *totaal van de 2 periodes bij Bayern München

## Interlandcarrière
Douglas Costa speelde twaalf wedstrijden voor Brazilië onder 20, waarin hij vier keer tot scoren kwam. Op 12 november 2014 debuteerde hij in het Braziliaans voetbalelftal in de vriendschappelijke interland tegen Turkije. Hij viel na 77 minuten in voor Willian. Brazilië won met 0–4 van Turkije. Zes dagen later speelde hij zijn tweede interland tegen Oostenrijk. Douglas Costa viel na 63 minuten in voor Willian. Brazilië won met 1–2 in het Ernst Happelstadion. In mei 2015 riep bondscoach Dunga hem op voor deelname aan de Copa América 2015 in Chili. Op 14 juni 2015 maakte Douglas Costa in de groepsfase van de Copa América zijn eerste treffer voor Brazilië, tegen Peru.

## Erelijst
| Competitie                     |                  |                                             |                  |                  |
| Competitie                     | Aantal           | Jaren                                       |                  |                  |
| Sjachtar Donetsk               | Sjachtar Donetsk | Sjachtar Donetsk                            | Sjachtar Donetsk | Sjachtar Donetsk |
| ------------------------------ | ---------------- | ------------------------------------------- | ---------------- | ---------------- |
| Vysjtsja Liha                  | 5x               | 2009/10, 2010/11, 2011/12, 2012/13, 2013/14 |                  |                  |
| Beker van Oekraïne             | 3x               | 2010/11, 2011/12, 2012/13                   |                  |                  |
| Oekraïense Supercup            | 3x               | 2010, 2012, 2013                            |                  |                  |
| Bayern München                 |                  |                                             |                  |                  |
| Bundesliga                     | 3x               | 2015/16, 2016/17, 2020/21                   |                  |                  |
| DFB-Pokal                      | 1x               | 2015/16                                     |                  |                  |
| FIFA Club World Cup            | 1x               | 2020                                        |                  |                  |
| Juventus                       |                  |                                             |                  |                  |
| Serie A                        | 3x               | 2017/18, 2018/19, 2019/20                   |                  |                  |
| Coppa Italia                   | 1x               | 2017/18                                     |                  |                  |
| Supercoppa Italiana            | 1x               | 2018                                        |                  |                  |
| Brazilië onder 20              |                  |                                             |                  |                  |
| CONMEBOL Sudamericano onder 20 | 1x               | 2009                                        |                  |                  |

1 Neuer  ·
2 Upamecano ·
3 Kim ·
6 Kimmich ·
7 Gnabry ·
8 Goretzka ·
9 Kane ·
10 Sané ·
11 Coman ·
15 Dier ·
16 Palhinha ·
17 Olise ·
18 Peretz ·
19 Davies ·
21 Ito ·
22 Guerreiro ·
23 Boey ·
24 Vidović ·
25 Müller ·
26 Ulreich ·
27 Laimer ·
28 Buchmann ·
40 Urbig ·
42 Musiala ·
44 Stanišić ·
45 Pavlović ·
Coach: Kompany
· Assistent-coach: Danks
1 Alisson ·
2 Thiago Silva ·
3 Miranda ·
4 Geromel ·
5 Casemiro ·
6 Filipe Luís ·
7 Douglas Costa ·
8 Renato Augusto ·
9 Gabriel Jesus ·
10 Neymar ·
11 Coutinho ·
12 Marcelo  ·
13 Marquinhos ·
14 Danilo ·
15 Paulinho ·
16 Cássio ·
17 Fernandinho ·
18 Fred ·
19 Willian ·
20 Firmino ·
21 Taison ·
22 Fagner ·
23 Ederson ·
Coach: Tite